# Austrian Volley League Women
Die Austrian Volley League Women (AVL), früher auch als Women VolleyLeague (WVL) bekannt, ist die 1. Volleyball-Bundesliga der Frauen in Österreich und Teil des Österreichischen Volleyballverbands. Sie ist als Verein organisiert und wurde im Jahr 2002 gegründet.

## Bewerbe
Die Austrian Volley League Women gliedert sich in folgende Phasen
- Grunddurchgang
- Meister-Playoff
- Relegation
- U21-Bewerb

### Grunddurchgang
Die maximal zehn Teilnehmer, auch die zwei Volleyballmannschafen, die an der Mitteleuropäischen Volleyball-Liga (englisch Middle European Volleyball Zonal Association (MEVZA)), teilnehmen, spielen in einem Grunddurchgang in zwei Hin- und in einer Rückrunde um die Qualifikation der Play-off-Phase.

### Meister-Playoff
Die Viertelfinal- und Halbfinalspiele finden im best of five-Modus statt. Das Team mit der besseren Platzierung im Grunddurchgang hat im ersten Spiel Heimrecht, dann wechselt es bei jedem Spiel. Das Finale findet im best of seven-Modus statt und ist ansonsten regeltechnisch den Viertel- und Halbfinalspielen gleichzusetzen.
Eine Besonderheit in der Austrian Volley League ist, dass die Verlierer der Viertelfinalspiele die Plätze 5 bis 8 ausspielen. Die Mannschaften treten dabei analog zu den Halbfinalpaarungen an. Die zwei Gewinner der Serien spielen um den 5. Platz, während die Verlierer um den 7. Platz kämpfen.
Die Verlierer der Halbfinalspiele duellieren sich ebenso um Platz 3. Alle Spiele um Platz 3 bis 8 werden im best of three-Modus ausgetragen.

### Hoffnungsrunde
Die letzten vier Mannschaften des Grunddurchgangs spielen in der Austrian-Volley-League-Women-Hoffnungsrunde um die zwei Plätze für die Austrian Volley League Women. Die zwei anderen Teams müssen um den Verbleib in der Austrian Volley League Women in der Austrian-Volley-League-Women-Relegation kämpfen.

### Relegation
In der Relegation treffen Mannschaften der Hoffnungsrunde, 2. Bundesliga Nord und Süd aufeinander.

### U21-Bewerb
In einem Wochenendturnier spielen maximal zehn Mannschaften den österreichischen Meistertitel in dieser Klasse aus.

## Österreichischer Volleymeister
Sieger der Wiener Meisterschaft (1953–1961)
| 1953: TJ Sokol V Wien 1954: TJ Sokol V Wien 1955: TJ Sokol V Wien | 1956: TJ Sokol V Wien 1957: TJ Sokol V Wien 1958: TJ Sokol V Wien | 1959: TJ Sokol V Wien 1960: ÖMV Olympia Wien 1961: SG SK Slovan/ÖMV Olympia Wien |

Sieger der Bundesmeisterschaften (1962–1975)
| 1962: SG SK Slovan/ÖMV Olympia Wien 1963: SG SK Slovan/ÖMV Olympia Wien 1964: SG SK Slovan/ÖMV Olympia Wien 1965: SC ÖMV Blau Gelb Wien 1966: SG SK Slovan/ÖMV Olympia Wien | 1967: SC ÖMV Blau Gelb Wien 1968: SC ÖMV Blau Gelb Wien 1969: SC ÖMV Blau Gelb Wien 1970: SC ÖMV Blau Gelb Wien 1971: SC ÖMV Blau Gelb Wien | 1972: SC ÖMV Blau Gelb Wien 1973: Post SV Wien 1974: Post SV Wien 1975: Post SV Wien |

Sieger der Nationalliga bzw. Bundesliga (1976–2016)
| 1976: Post SV Wien 1977: Post SV Wien 1978: Post SV Wien 1979: SC ÖMV Blau Gelb Wien 1980: SC ÖMV Blau Gelb Wien 1981: SC ÖMV Blau Gelb Wien 1982: SC ÖMV Blau Gelb Wien 1983: TJ Sokol V Wien 1984: Post SV Wien 1985: Post SV Wien 1986: SG IAC/ITV 1987: Post SV Wien 1988: Post SV Wien 1989: Post SV Wien-P.S.K. | 1990: Post SV Wien-P.S.K. 1991: Post SV Wien-Teleges 1992: Post SV Wien-Teleges 1993: SG UVC/Wüstenrot Salzburg 1994: Post SV Wien-Teleges 1995: Post SV Wien-Gulet 1996: Post SV Wien-Gulet 1997: Post SV Wien-Gulet 1998: Fujitsu-Post SV Wien 1999: Fujitsu-Post SV Wien 2000: Post SV-Telekom Austria 2001: Post SV Wien 2002: SG SV Schwechat/PSV Telekom 2003: SG SV Schwechat/PSV Kuoni | 2004: SG SV Schwechat/PSV Kuoni 2005: SG SV Schwechat/PSV Kuoni 2006: SG SV Schwechat/Post SV 2007: SG SV Schwechat/Post SV 2008: SG SV Schwechat/Post SV 2009: SG SV Schwechat/Post SV 2010: SG SVS Post 2011: SG SVS Post 2012: SG SVS Post 2013: SG SVS Post 2014: SG SVS Post 2015: SG SVS Post 2016: SG SVS Post |

Sieger der Austrian Volley League Women (ab 2017)
| 2017: SG SVS Post 2018: UVC Holding Graz 2019: ASKÖ Linz Steg 2020: nicht vergeben 2021: ASKÖ Linz Steg | 2022: ASKÖ Linz Steg 2023: ASKÖ Linz Steg 2024: TI-Volley |

## Liste der Titelträger ab 1976
19 Titel
Post SV Wien: 1976, 1977, 1978, 1984, 1985, 1987, 1988, 1989, 1990, 1991, 1992, 1994, 1995, 1996, 1997, 1998, 1999, 2000, 2001
Der Verein wurde unter Post SV Wien, Post SV Wien-P.S.K., Post SV Wien-Teleges, Post SV Wien-Gulet, Fujitsu-Post SV Wien und Post SV-Telekom Austria Meister.
16 Titel
SG VB NÖ Sokol/Post: 2002, 2003, 2004, 2005, 2006, 2007, 2008, 2009, 2010, 2011, 2012, 2013, 2014, 2015, 2016, 2017
Der Verein wurde unter SG SV Schwechat/PSV Telekom, SG SV Schwechat/PSV Kuoni, SG SV Schwechat/Post SV und SG SVS Post Meister.
4 Titel
ASKÖ Linz Steg: 2019, 2021, 2022, 2023
SC Blau Gelb Wien: 1979, 1980, 1981, 1982
Der Verein wurde unter SC ÖMV Blau Gelb Wien Meister.
1 Titel
TI-Volley: 2024
UVC Graz: 2018
Der Verein wurde unter UVC Holding Graz Meister.
SG IAC/ITV: 1986
UVC Salzburg: 1993
Der Verein wurde unter SG UVC/Wüstenrot Salzburg Meister.
TJ Sokol V Wien: 1983